# Rantau Makmur
Rantau Makmur is een bestuurslaag in het regentschap Tanjung Jabung Timur van de provincie Jambi, Indonesië. Rantau Makmur telt 2827 inwoners (volkstelling 2010).